# Etatsorkestret
Etatsorkestret er et københavnsk amatørsymfoniorkester, som spiller klassisk musik af moderat sværhedsgrad. 

## Historie
Orkestret blev dannet i 1922 på initiativ af 3 post- eller telegrafassistenter, Vilhelm Gottlieb, Svend Jørgensen og Holger Holst-Christensen under navnet Musikforeningen af 24/3 1922, men gik til daglig under betegnelsen Etatsorkestret. Først i 1996 blev navnet officielt.
Betegnelsen "Etaterne" dækkede normalt over alle ansatte i de statslige virksomheder Post- og Telegrafvæsenet, DSB, Politiet, Toldvæsenet m.m., men fra starten var det kun mænd fra Post- og Telegrafvæsenet, der kunne optages i orkestret og i praksis kun dem, der boede i København. Senere blev der givet adgang til mænd fra andre etater, derefter til kvinder og i dag optager orkestret folk fra alle dele af samfundet.
Fra starten var der 8 musikere og i dag omkring 30, men undervejs har der været færre og flere. Ved større koncerter udvides orkestret med assistenter på de stemmer, der mangler støtte. Ved mange lejligheder samarbejder man med udefra kommende solister eller kor.
Som mange andre lignende institutioner har orkestret gennem tiden måtte kæmpe med diverse problemer. Først og fremmest økonomien, men også uegnede prøvelokaler og koncertsale, at finde den rigtige dirigent og at udfylde alle nødvendige pladser i besætningen. Men til dato (februar 2022) har man afholdt 203 koncerter, hvilket er ca. 2 om året i en næsten ubrudt række siden 1922. Kun en kort overgang i 1934/35 og i perioder under 2. Verdenskrig, har aktiviteten været indstillet. Orkestrets koncerter har alle fundet sted i eller omkring København. Orkestret spiller nu normalt tre koncerter om året: En efterårskoncert, en nytårskoncert og en forårskoncert.

## Repertoire og dirigenter
Repertoiret har indeholdt mange værker af Haydn, Mozart, Beethoven og Schubert, men også musik af Lumbye, forskellige medlemmer af Strauss-familien og andre i den lettere genre, har været på programmet, især til nytårskoncerterne. Derudover har man opført musik af danske komponister som Niels W. Gade, J.P.E. Hartmann, Carl Nielsen, Weyse, Rued Langgaard og orkestrets egen mangeårige dirigent Henning Wellejus. 
Nogle af dirigenterne holdt ved i en række år. Således var Alfred Strandquist i spidsen for orkestret fra 1926-1932, Vilhelm Christensen fra 1935-1947 og Henning Wellejus fra 1950-1979. Specielt i årene derefter optræder en række unge musikere i ét eller få år ad gangen. Siden 2012 har Etatsorkestret været dirigeret af Niels Borksand.

## Protektorer
Etaterne og kongehuset er knyttet til hinanden. Fra 1946 til sin død var kronprins / kong Frederik 9.. Etatsorkestrets første protektor og han dirigerede det også af og til. Efter kong Frederiks død overtog prins Henrik protektoratet til sin død.